# Ambohimandroso (Vakinankaratra)
Ambohimandroso is een plaats en commune in het centrum van Madagaskar, behorend tot het district Antanifotsy, dat gelegen is in de regio Vakinankaratra. Tijdens een volkstelling in 2001 telde de plaats 23.609 inwoners.
De plaats biedt naast lager onderwijs ook middelbaar onderwijs aan. 97 % van de bevolking werkt als landbouwer en 1 % houdt zich bezig met veeteelt. De belangrijkste landbouwproducten zijn rijst en gerst; andere belangrijke producten zijn groenten, mais, zoete aardappelen en aardappelen. Verder is 13% actief in de dienstensector en heeft 1% een baan in de industrie.